# Gurdwara Fatehgarh Sahib
Le Gurdwara Fatehgarh Sahib est un temple du sikhisme d'importance qui se situe près de la ville de Sirhind dans l'État du Pendjab, en Inde. 

## Histoire

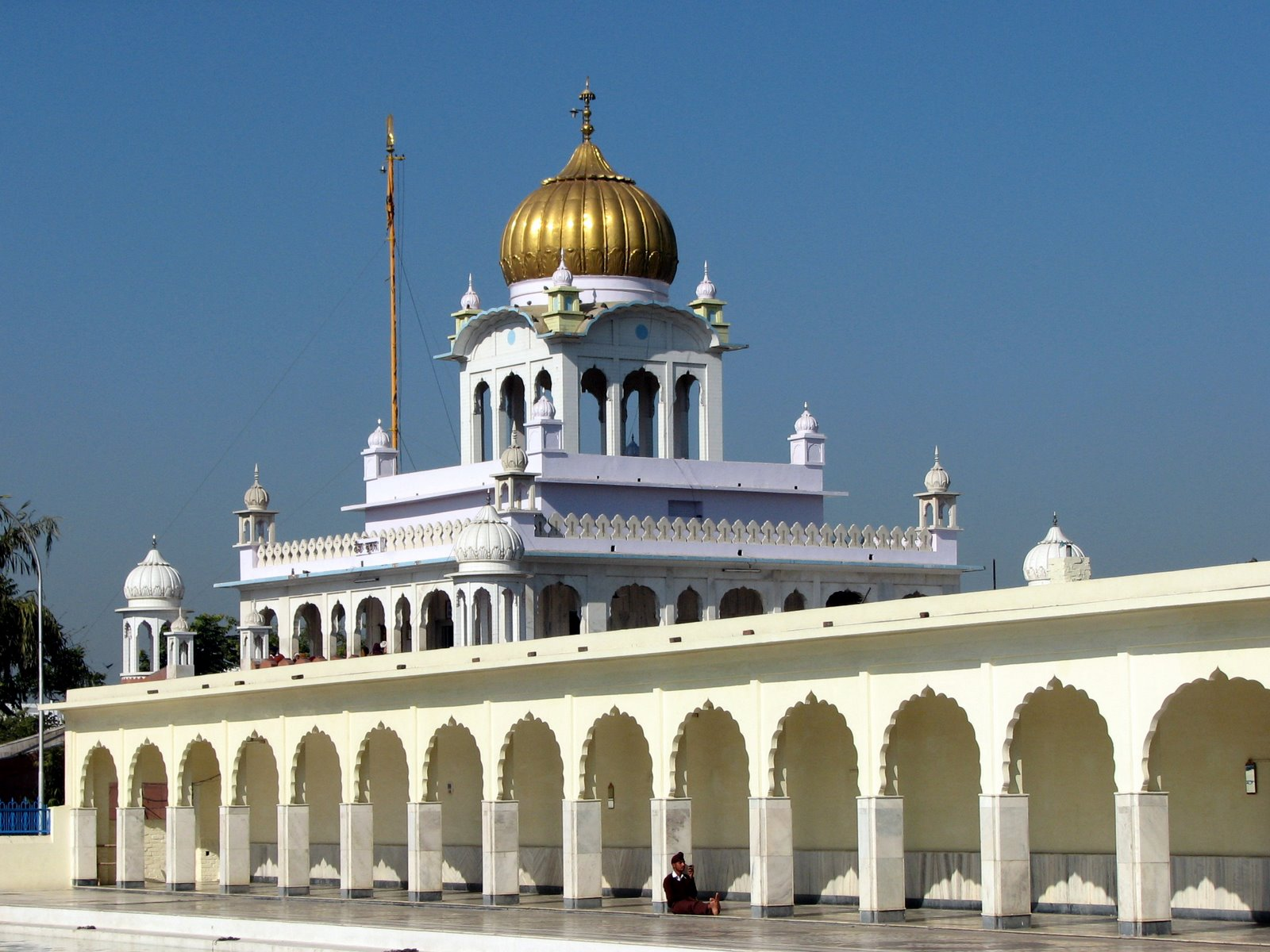
La piscine sacrée sikhe dénommée sarovar au Gurdwara Fatehgarh Sahib.

Il a été construit en mémoire des deux plus jeunes fils du Guru Gobind Singh, le dixième et dernier gourou humain de cette religion. En effet après une bataille à Anandpur, en 1705, le Guru et sa famille fuyaient; les deux fils ont été capturés par l'armée du moghol Wazir Khan. Ce dernier leur a alors promis la fortune s'ils se convertissaient à l'islam; les deux enfants âgés de 7 et 9 ans ont refusé; Wazir Khan a alors décidé de les emmurer vivants. Après plusieurs jours de tortures, le mur s'est effondré, et, ils ont été finalement décapités.
Après que la contrée ait été reprise par les sikhs, puis qu'ils l'aient reperdue et enfin qu'ils la regagnent, un gurdwara a été construit à l'emplacement du martyre des deux enfants. Aujourd'hui c'est tout un complexe de temples qui existe avec une grande piscine de purification : un sarovar, le gurdwara Bhora Sahib qui marque l'emplacement même du mur construit envers les deux enfants, et, le gurdwara Mata Gujari du nom de leur grand-mère, retenue prisonnière, et, décédée aussi à cet endroit en apprenant leurs morts.